# James Mansfield
James Mansfield, (à l'origine Manfield ; 1734 - 23 novembre 1821) est un avocat, juge et homme politique britannique. Solliciteur général à deux reprises, il est juge en chef des plaids communs de 1799 à 1814. 

## Jeunesse et carrière juridique
Fils d'un avocat du Hampshire, son père John James change le nom de famille de Manfield à Mansfield. James épouse Grace en 1765 à St Margaret's Westminster, engendre six enfants (dont un seul aurait survécu jusqu'à l'âge adulte), mais a également cinq autres enfants d'une autre femme. L'un de ces cinq est John Mansfield de Diggeswell, père du général William Mansfield (1er baron Sandhurst). Mansfield fréquente le Collège d'Eton de 1745 à 1750, puis King's College de Cambridge, dont il est élu membre en 1754 . Il obtient un baccalauréat en 1755 et une maîtrise en 1758. 
Il poursuit une carrière en droit. Il est admis au Middle Temple le 11 février 1755 et est admis au barreau le 28 novembre 1758. Sa carrière, tant en common law qu'en chancellerie, est couronnée de succès et il est l'un des avocat de John Wilkes en 1768. Il est un des avocats de James Somersett, un esclave amené par son maître de la Jamaïque à Londres en 1769 et libéré le 22 juin 1772 par une décision de Lord Mansfield (aucun lien de parenté). 
Il est fait conseiller du roi le 24 juillet 1772, et conseiller du Middle Temple, peu après, le 6 novembre 1772. Il est impliqué dans les procès, en 1776, de la duchesse de Kingston pour bigamie et de Smith, Hollis, Calthorpe et Beckford (candidats pour Hindon) pour corruption. En 1777, il est avocat de la défense de John the Painter et procureur de la Couronne en 1779 contre les conseillers qui arrêtèrent Lord Pigot et s'emparèrent de Fort St George. 
Son aptitude est admirée par le ministère North et le comte de Carlisle lui offre un siège à Morpeth en 1776, mais il refuse de peur que cela ne l'empêche de devenir juge. Il est envisagé, mais finalement rejeté, par Frederick North pour occuper le poste de procureur général ou de solliciteur général. 

## Carrière politique
Il entre finalement à la Chambre des communes en 1779 en tant que député de l'Université de Cambridge, en remplacement du duc de Rutland. Alors qu'il est soutenu par le duc de Grafton contre le candidat du gouvernement, Lord John Townshend, il vote par la suite avec l'administration. Il est nommé solliciteur général le 1er septembre 1780 et participe à la poursuite de Lord George Gordon en 1781. 
Il entre dans l'opposition en avril 1782 avec la chute de North et reprend brièvement le poste de procureur général en 1783 dans le cadre de la Coalition Fox-North. Ce ministère tombe en décembre et il est  battu aux élections générales de 1784. 

## Retour à la loi
Lorsqu'il est au Parlement, en 1782, Mansfield est élu lecteur du Middle Temple et trésorier en 1785. Il est l'avocat de plusieurs affaires très en vue, notamment l'affaire Thellusson Will, dans laquelle lui et Samuel Romilly représentent les plaignants. Il est nommé juge en chef de Chester en juillet 1799, avant de devenir juge en chef des plaids communs le 24 avril 1804, sergent et chevalier. 
En tant que juge, il est principalement connu pour son caractère facilement provoquant, mais sa connaissance de la loi est jugée considérable. Il refuse une offre de devenir Lord grand chancelier en 1806. En tant que juge en chef, il préside au procès de John Bellingham, assassin de Spencer Perceval, en 1812. Mansfield démissionne le 21 février 1814 pour des raisons de santé et meurt chez lui à Londres. le 23 mai 1821. 